# Островец (Тернопольская область)
Островец (укр. Острівець) — село в Теребовлянской городской общине Тернопольского района Тернопольской области Украины.
До 2020 года входило в Теребовлянский район.
Расположено на правом берегу реки Серет.
Население по переписи 2001 года составляло 420 человек. Занимает площадь 855 км². Почтовый индекс — 48107. Телефонный код — 3551.

## Известные уроженцы
- Гжицкий, Владимир Зенонович (1895—1973) — украинский советский писатель, публицист.
- Гжицкий, Степан Зенонович (1900—1976) — украинский советский учёный в области ветеринарии.
- Лубкивский, Роман Марьянович (1941—2015) — украинский поэт, общественный деятель.